# Albert Truchseß
Albert Truchseß war Abt des Benediktinerklosters in Münsterschwarzach. Als solcher ist er allerdings lediglich in der Abtsreihe von Heinrich Wagner überliefert. Auch seine Amtszeit ist unklar. Wahrscheinlich war er lediglich 1374 Abt, bis sich Konrad IV. von Maienfels nach der schismatischen Wahl dieses Jahres durchsetzen konnte.

## Münsterschwarzach vor Truchseß
Das 14. Jahrhundert ist in Münsterschwarzach von einigen Krisen geprägt, die der Konvent zu überstehen hatte. Zu Beginn des Jahrhunderts, 1317, kam es zu einem Zwist: Zwei Männer gleichen Namens stritten um die Abtswürde, letztendlich konnte sich Konrad I. Zobel durchsetzen. Die nachfolgenden Äbte versuchten das Kloster daraufhin zu entschulden, wurden allerdings von einer Überschwemmungskatastrophe im Jahr 1342 zurückgeworfen, als viele Güter vernichtet wurden.

## Leben
Über die Herkunft und Familie liegen keinerlei Informationen vor. Auch die kurze Amtszeit des Abtes wird in den Quellen nicht erwähnt. Nach einer Abtswahl im September 1374, nach dem Tod Abt Walthers III., gingen zwei Sieger aus der Abstimmung hervor. Zum einen Konrad IV. und Albert. Papst Gregor XI. setzte daraufhin Erzbischof Johann V. von Prag ein, sich für einen der beiden zu entscheiden. Nachdem Albert Truchseß nicht ausgewählt wurde, liegen auch weiteres Leben und das Todesdatum im Unklaren.